# Kościół św. Teresy od Dzieciątka Jezus w Kamionce
Kościół pw. św. Teresy od Dzieciątka Jezus w Kamionce – kościół we wsi Kamionka na Litwie w rejonie solecznickim, wzniesiony po roku 1926 w miejscu poprzedniego, rozebranego w 1863 r.

## Historia
Do 1863 r. przy wsi Kamionka stał Kościół filialny, który po powstaniu styczniowym miał być zamieniony na cerkiew prawosławną, ale mieszkańcy majątku i wsi, którzy chcieli temu zapobiec, rozebrali go w ciągu jednej nocy. Deski i inne materiały budowlane oraz wyposażenie zanieśli do domów i spalili. Miejsce, w którym stał kościół, zaorali i zasiali owsem.
18 lutego 1926 roku Kuria Metropolitalna Wileńska otrzymała list od Komitetu budowy kościoła w Kamionce, wybranego przez mieszkańców majątku i wsi Kamionka oraz innych, w którym proszono o pozwolenie na budowę nowego kościoła.
Na początku 1926 roku został powołany Komitet budowy kościoła w Kamionce, który zajął się sprawami budowy nowego kościoła. W podaniu do Kurii Metropolitalnej Wileńskiej o prośbę otrzymania pozwolenia na budowę wspomina się, iż kościół ma być zbudowany na gruntach zaofiarowanych przez p. Helenę Reniger, właścicielkę majątku Kamionka. Informowano również, że wierni z Kamionki oraz okolicznych miejscowości wykupili stary kościół w Onżadowie, który mają zamiar użyć jako materiał do budowy kościoła w Kamionce. Innymi użytymi argumentami, przemawiającymi za potrzebą nowego kościoła, były: wcześniejsze istnienie kościoła oraz znaczna odległość do innych parafii.
13 marca 1926 roku Kuria wydała pozwolenie. 10 sierpnia aprobowała projekt kościoła (MRP zatwierdziło skorygowany projekt 25 stycznia 1927 roku), który wykonał architekt Antoni Dubowik. Zaraz po tym zaczęto budowę kościoła, prawdopodobnie nie przestrzegając ściśle założeń projektowych, o czym świadczą inne proporcje i nieco inny wygląd niż podano w projektach. Z zezwoleniem Kurii ofiary na budowę zbierano również w innych parafiach Rzeczypospolitej Polskiej. Według treści listu, skierowanego do Arcybiskupa Metropolity Wileńskiego z 21 stycznia 1929 roku, w którym uprasza się o wsparcie finansowe, kościół był poświęcony w maju 1928 roku. Plebanię wykończono w 1939 roku.
Drewniany kościół pw. św. Teresy od Dzieciątka Jezus został wybudowany w latach 1926-1930 pod nadzorem i z pomocą ks. Franciszka Tyczkowskiego, który jakiś czas jeszcze pracował w Kamionce, prowadząc pracę społeczną i charytatywną wśród miejscowej ludności. W dniu konsekracji kościoła parafianie Kamionki przynieśli na piechotę z Wilna obraz św. Teresy. Kościół początkowo stanowił filię parafii turgielskiej i należał do dekanatu turgielskiego. W 1945 roku założono parafię w Kamionce. Pod koniec XX wieku w wyniku zmian terytorialnych niektórych dekanatów został zlikwidowany dekanat turgielski i kościół trafił do dekanatu solecznickiego, w skład którego do dziś wchodzi.
Na liście pomników kultury znajdują się dwie podobne drewniane rzeźby aniołów z pierwszej połowy XIX w., cztery cynkowe świeczniki z tegoż wieku oraz cztery żelazne krzyże z drugiej połowy XX wieku, zdobiące bramę kamiennego muru ogradzającego kościół.